# Santa María Zaniza
Santa María Zaniza är en kommun i Mexiko.   Den ligger i delstaten Oaxaca, i den sydöstra delen av landet, 400 km sydost om huvudstaden Mexico City.
Följande samhällen finns i Santa María Zaniza:
- Tierra Colorada
- Atotonilco
- San Ramón